# Тимчук Леонід Миколайович
Тимчук Леонід Миколайович (нар. 3 квітня 1935, Очаків) — український громадський діяч, правозахисник, дисидент. Учасник антирадянського руху опору 1960-1990-их років. Один із засновників «Громадського комітету захисту Ніни Строкатої» — першої правозахисної організації в Україні.

## Життєпис
Леонід Тимчук народився 3 квітня 1935 року у місті Очаків. Згодом родина переїхала до Миколаєва. Навчався в німецькій окупаційній школі в Миколаєві. До другого класу пішов уже за радянської окупації.
1944 року родина переїхала до Одеси. Школу Леонід не закінчив, бо треба було заробляти на прожиття. У 1954—1956 роках служив на флоті в Криму і в Миколаєві. Після демобілізації працював в портофлоті Одеського порту на буксирах матросом, мотористом, боцманом. Був секретарем комсомольської організації портофлоту.
1967 року Тимчук закінчив заочну середню школу моряків. Ще з часів військової служби мав конфлікти на ґрунті розходжень комуністичної ідеології з дійсністю. З 1959 року систематично слухав послання закордонних радіостанцій. Захоплювався музикою, і на цьому ґрунті знаходив спільників, як-от Віктор і Катерина Крюкови. Писали листи на BBC, та вони не доходили.
1967 року в ефірі прозвучало звернення Лариси Богораз та Петра Литвинова «До світової громадськості» про судовий процес над Юрієм Галансковим, Олександром Гінзбургом, Олексієм Добровольським та Вірою Лашковою. Тимчук з друзями розповсюджував рукописні тексти цього звернення, записані з радіо, інші протести, літературу самвидаву. Оскільки ніхто з одеситів не підтримав заарештованих, то вони самі заявили протест Верховній Раді СРСР та Політбюро ЦК КПРС. Підтримали одеські дисиденти й «демонстрацію сімох» на Красній площі в Москві 25 травня 1968 року у зв'язку з окупацією Чехословаччини. Листи одеських дисидентів почали звучати по радіо. Тоді КДБ скликав «збори громадськості», щоб осудити Тимчука та інших дисидентів.
Тимчук познайомився з Ніною Строкатою-Караванською, через неї з Марією Овдієнко, В'ячеславом Чорноволом, Іриною Калинець, Стефанією Гулик, у Києві — з Оксаною Мешко, з Іваном, Леонідою та Надією Світличними.
Восени 1971 року він допомагав Ніні Строкатій перебиратися в Нальчик. Після її арешту 6 грудня 1971 року Ірина Калинець та В'ячеслав Чорновіл створили у Львові «Громадський комітет захисту Ніни Строкатої», куди окрім того увійшли Василь Стус, Леонід Тимчук та Петро Якір. Це була перша легальна правозахисна організація в Україні. Але вже на початку 1972 майже всі члени Комітету опинилися за ґратами. Устигли оприлюднити лише два документи — заяву про створення Комітету і бюлетень «Хто така Н. А. Строката (Караванська)». У Тимчука під час обшуку 13 грудня вилучили апаратуру до радіостанції Р-317, дещо з паперів. Проте він носив Ніні Строкатій передачі, клопотався про адвоката і заявляв протести. Тоді близько зійшовся з учителями Ганною Михайленко та Ганною Голумбієвською, також переслідуваних за погляди, з їхніми учнями Зіною та Василем Варґами, Тетяною Рибниковою, з Леонідом і Валентиною Сірими, які теж підписували протести.
1974 року Одеське управління КДБ винесло Тимчуку попередження про кримінальну відповідальність на підставі Указу ПВР СРСР від 25 грудня 1972 року. 1 березня 1975 року у Тимчука знову провели обшук. Уночі з 9 на 10 березня 1975 року Тимчук ліквідував апаратуру стеження на стіні свого помешкання, а через кілька днів він побачив, що її відновлюють, і перешкодив цьому. У нього було проведено обшук, виявлено ту апаратуру, але кримінальної справи не порушили, бо ніхто до такого майна не признався і позову не заявив.
4 листопада 1975 року, коли Тимчук повертався з роботи, він був схоплений і мікроавтобусом, де сиділи дві «потерпілі» жінки і декілька «свідків», був привезений у відділення міліції, звинувачений у хуліганстві та засуджений на 15 діб. 23 листопада на порожній вулиці Тимчука посадили в міліцейський автобус з новими «свідками» та «потерпілим» і порушили кримінальну справу про хуліганство. Друзі Тимчука вчителька Ганна Голумбієвська, бібліотекар Ганна Михайленко, пенсіонерка Розалія Баренбойм знайшли його в камері попереднього ув'язнення і разом з оператором Зінаїдою Донцовою, модельєром Таїсією Коптєвою, токарем Вікторем Крюковим послали в районну та обласну прокуратури листи про те, що Тимчук у силу своїх моральних якостей не міг хуліганити.
На суді Тимчук аргументовано довів, що за ним стежили агенти КДБ, яких він викрив. Крім того зазначав, що здобував правдиву інформацію, поводився як вільна людина, і саме тому КДБ влаштував ці дві провокації з «хуліганством». Факти стеження підтвердили викликані на клопотання Тимчука свідки. Адвокат Раїса Олексіївна Мовчан вимагала виправдального вироку, але Іллічівський районний суд Одеси 30 грудня 1975 року засудив його до виправних робіт терміном на 1 рік з утриманням 20 % заробітку. Також Тимчук дав розписку про невиїзд. Під Новий рік його звільнили на поруки друзів. Дисидент одразу розповів про свою справу московському кореспондентові BBC, надіслав телеграму-протест у Політбюро ЦК КПРС з вимогою припинити переслідування або випустили його з Радянського Союзу. До протестів, окрім згаданих друзів, тоді приєднався Василь Барладяну. Після суду Тимчук став в Одесі авторитетною особою. Щоб запобігти новим провокаціям, тривалий час Тимчука, куди б він не йшов, невідступно супроводжували друзі. Завдяки сприянням портовиків-колег по роботі йому вдавалося уникати нових провокацій, але діяльності своєї він не припинив. Зрештою його викликали у ВВіР і запропонували виїхати до Ізраїлю за чужим викликом. Він категорично відмовився їхати в чужу країну.
Пізніше, у зв'язку з арештами Василя Барладяну 2 березня 1977 року та Ганни Михайленко 20 лютого 1980 року, протести підписували вже десятки одеситів, у тому числі й Тимчук. В Одесі фактично існувала філія Української Гельсінкської групи, яка захищала громадян, принаймні посприяла виїздові кількох переслідуваних осіб за кордон.
У часи перебудови Тимчук був учасником практично всіх подій, спрямованих на демократизацію суспільства. Станом на 2001 рік продовжував правозахисну діяльність. Працював електриком виробничого відділу Одеського водоканалу. Жив в Одесі.